# Maciej ze Słupcy
Maciej ze Słupcy – mieszczanin słupecki, w latach 1455 i 1461 dziekan wydziału artes Uniwersytetu Krakowskiego. Na uniwersytet wstąpił w 1426, jednak tytuł bakałarza sztuk wyzwolonych otrzymał w roku 1443, a tytuł magistra uzyskał w roku 1447. Sprawował funkcję kanclerza poznańskiego.